# 宽叶石生驼蹄瓣
宽叶石生驼蹄瓣（学名：Zygophyllum rosowii var. latifolium）为蒺藜科驼蹄瓣属下的一个变种。

## 扩展阅读
- 維基物種上的相關：宽叶石生驼蹄瓣